# Polisportiva Libertas Livorno 1987-1988

## Stagione
Nella stagione 1987-1988, la Libertas Livorno sponsorizzata Enichem, ha disputato il massimo campionato nazionale giungendo al settimo posto e venendo eliminata agli ottavi dei Play-Off. In Coppa Italia raggiunse la semifinale, venendo eliminata dalla Snaidero Caserta poi vincitrice del torneo. 

## Roster
Rosa della squadra
|  | Naz.                   | Ruolo | Sportivo            |  |  |  |  |
|  | ---------------------- | ----- | ------------------- |  |  |  |  |
|  | Italia (bandiera)      |       | Luigi Cagnazzo      |  |  |  |  |
|  | Italia (bandiera)      |       | Flavio Carera       |  |  |  |  |
|  | Italia (bandiera)      |       | Walter De Raffaele  |  |  |  |  |
|  | Italia (bandiera)      |       | Alessandro Fantozzi |  |  |  |  |
|  | Italia (bandiera)      |       | Andrea Forti        |  |  |  |  |
|  | Stati Uniti (bandiera) |       | Lee Johnson         |  |  |  |  |
|  | Stati Uniti (bandiera) |       | Scott May           |  |  |  |  |
|  | Italia (bandiera)      |       | Alberto Pietrini    |  |  |  |  |
|  | Italia (bandiera)      |       | Massimo Rossi       |  |  |  |  |
|  | Italia (bandiera)      |       | Alberto Tonut       |  |  |  |  |